# Federación de Fútbol de Líbano
La Federación de Fútbol de Líbano (en árabe: الاتحاد اللبناني لكرة القد) es el organismo rector del fútbol en Líbano. Fue fundada en 1933, desde 1935 es miembro de la FIFA y desde 1964 de la AFC. Organiza el campeonato de Liga y de Copa del Líbano, así como los partidos de la selección nacional en sus distintas categorías.